# Lisenser Tal
Lisenser Tal är en dal i Österrike.   Den ligger i förbundslandet Tyrolen, i den västra delen av landet, 400 km väster om huvudstaden Wien.
Trakten runt Lisenser Tal består i huvudsak av gräsmarker. Runt Lisenser Tal är det ganska tätbefolkat, med 80 invånare per kvadratkilometer.